# Garuda 2
O Garuda 2, também conhecido por ACeS 2, foi um satélite de comunicação geoestacionário projetado para ser operado pela ACeS. Mas, o satélite acabou sendo cancelado.

## História
A ACeS ordenou a construção do seu segundo satélite, o Garuda 2, no ano de 1999, ele seria usado para servir como um back-up do satélite Garuda 1, e também, permitiria que o sistema ACeS fosse expandido com a cobertura das regiões ocidental e central da Ásia, Oriente Médio, Europa e África do Norte. Posteriormente ele foi cancelado e o projeto não se concretizou.